# هوراسيو ساندوفال
هوراسيو ساندوفال (بالإسبانية: Horacio Sandoval)‏ هو رسام مكسيكي، ولد في 27 سبتمبر 1971.